# جيوفاني بيانكي
جيوفاني بيانكي (بالإنجليزية: Giovanni Bianchi)‏ (و. 1693 – 1775 م) هو طبيب، وعالم تشريح، وعالم حيواني، وعالم آثار، ولد في ريميني، توفي في ريميني، عن عمر يناهز 82 عاماً.

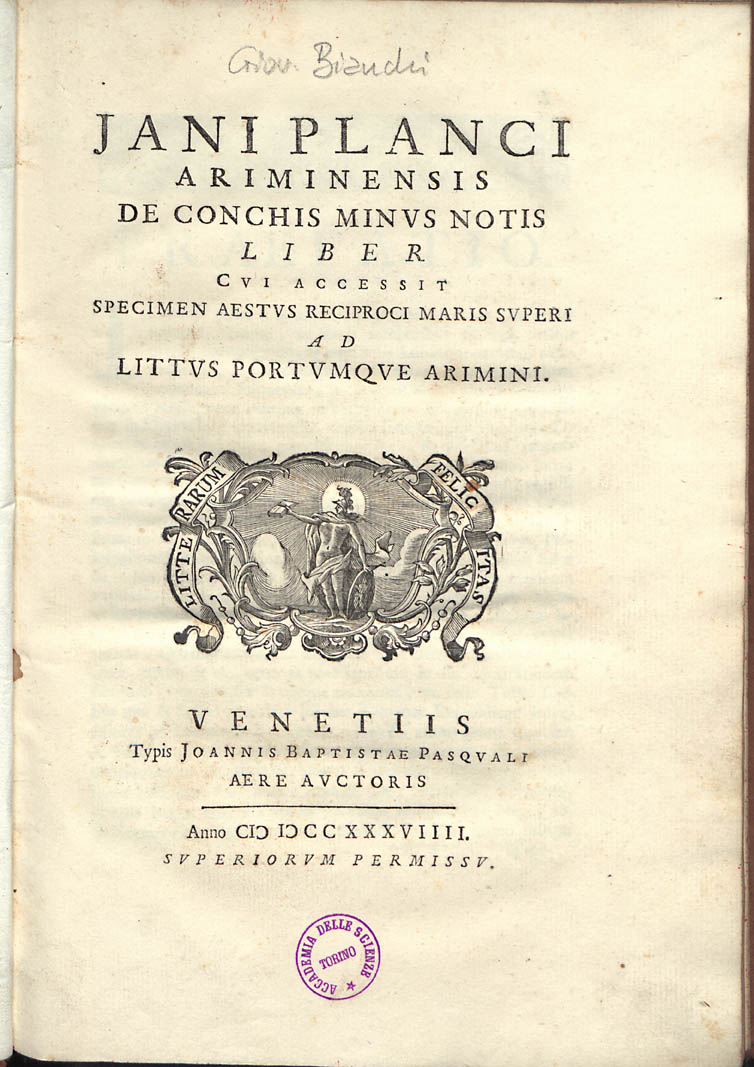
De conchis minus notis liber, 1739